# Futuro de la Tierra

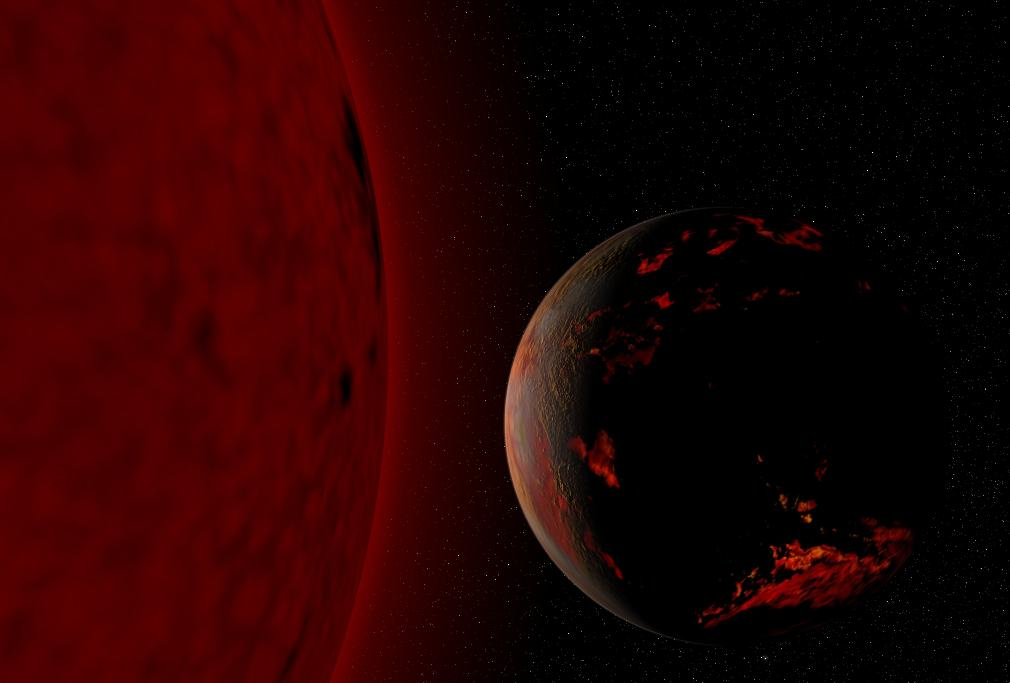
Ilustración de la Tierra siendo abrasada por el Sol cuando este ya haya entrado en la fase de gigante roja, dentro de unos 5000 millones de años.

El futuro del planeta Tierra vendrá determinado por diversos factores, como el incremento de la luz solar proveniente del Sol, la pérdida de energía calorífica del núcleo de la Tierra, perturbaciones originadas por otros cuerpos del sistema solar y variaciones a nivel bioquímico de la superficie de la Tierra. La teoría de Milankovitch predice que el planeta seguirá sufriendo ciclos de glaciaciones a causa de la excentricidad de su órbita, la oblicuidad de la eclíptica y la precesión del planeta. Como parte del ciclo de formación de un supercontinente, la tectónica de placas dará lugar probablemente a un supercontinente dentro de unos 250‑350 millones de años. Por ello, en algún momento de los próximos 3000 millones de años, la oblicuidad de la Tierra podría comenzar a sufrir variaciones caóticas, con cambios en la oblicuidad de la eclíptica superiores al 90°.
Dentro de entre 1000 y 2500 millones de años también se verá incrementada la radiación solar a raíz de la acumulación de helio en el núcleo del Sol, lo que conllevará la pérdida de los océanos y el cese de la deriva continental. Este proceso proseguirá acentuándose dentro de 2000 millones de años cuando el incremento de temperatura en la superficie terrestre cause un efecto invernadero descontrolado. Llegados a este punto, la mayor parte de la vida en la Tierra, si no toda, ya se habrá extinguido. Finalmente el destino último más probable del planeta será la absorción por parte del Sol en unos 5500 millones de años, después de que esta estrella entre en una fase de gigante roja y se expanda más allá de la órbita de la Tierra, aunque al no estar bajo los efectos de las mareas solares por su pérdida de masa, es probable que el planeta siga existiendo, pero ya sin vida.

## Influencia humana
El ser humano juega un papel clave en el mantenimiento de la biosfera en la actualidad, debido a la gran cantidad de población humana que ha colonizado y dominado muchos de los ecosistemas de la Tierra. Esto ha dado lugar a una expansión desmesurada de nuestra especie, con la consecuente extinción de muchas otras especies a lo largo de la actual era geológica, denominada ahora extinción masiva del Holoceno. El elevado número de especies extintas a causa de la actividad del ser humano desde la década de 1950 se ha llamado extinción masiva o crisis biótica, con una pérdida estimada, en 2007, del 10 % del total de especies existentes en la Tierra. A la velocidad actual, aproximadamente el 30 % de las especies estarán en peligro de extinción en los próximos cien años. La denominada extinción del Holoceno es el resultado de la destrucción del hábitat, de la introducción de especies invasivas en nuevos ecosistemas, de la caza y del cambio climático. En la actualidad, la actividad humana ha tenido un significativo impacto en la superficie del planeta. Más de una tercera parte de la superficie terrestre ha sido modificada por la acción humana, y los humanos utilizan alrededor del 20 % de la producción primaria global. La concentración de dióxido de carbono en la atmósfera se ha incrementado cerca de un 30% desde el comienzo de la Revolución Industrial.
Las consecuencias de una crisis biótica persistente se han predicho a lo largo de una línea de tiempo que alcanza los 5000 millones de años. Podría resultar en una desaparición gradual de la biodiversidad y una homogeneización de la biota, acompañadas de una proliferación de especies oportunistas como las creadoras de plagas y las malas hierbas. También podrían emerger nuevas especies; sobre todo aquellos taxa que prosperan en los ecosistemas dominados por el hombre podrían diversificarse rápidamente en multitud de nuevas especies. Los microbios probablemente se verían beneficiados en cualquier caso, al verse incrementada la cantidad de nutrientes disponibles en el ambiente. Sin embargo es improbable la aparición de nuevas especies de vertebrados superiores, con lo que las cadenas tróficas serán cada vez más cortas.
En el caso de una hipotética extinción de la especie humana, las diversas construcciones que esta ha erigido empezarán a decaer. Las mayores estructuras construidas por el hombre tienen una vida media de 1000 años, y las últimas que quedarían en pie serían entre otras aquellas cómo minas a cielo abierto, grandes canales y carreteras, y grandes vertederos. Unos pocos monumentos de gran tamaño construidos en piedra, como las Pirámides de Guiza o las esculturas de Monte Rushmore, podrían sobrevivir algunos millones de años.

## Órbita y rotación
Las perturbaciones gravitacionales de los otros planetas del sistema solar se combinan de modo que pueden modificar la órbita de la Tierra y la orientación de su eje de rotación. Estos cambios pueden influir en el clima a nivel planetario.

### Glaciación
Históricamente ha habido períodos cíclicos de glaciaciones en los que gruesas capas de hielo cubrían las latitudes más altas de los continentes. La teoría de Milankovitch predice que las glaciaciones se producen a causa de factores astronómicos en combinación con mecanismos de retroalimentación del clima y la tectónica de placas. Los factores astronómicos principales son poseer una excentricidad orbital superior a lo normal, una escasa inclinación del eje (u oblicuidad de la eclíptica) y el alineamiento del solsticio de verano con el afelio. Cada uno de estos efectos ocurre cíclicamente. Por ejemplo, la excentricidad de la órbita cambia en ciclos de tiempo de 100 000-400 000 años, con una variación del rango de valores de 0.01 a 0.05. Esto es equivalente a sufrir un cambio del 99.95 % en el eje semimenor de la órbita del planeta al 99.88 % en el eje semimayor, respectivamente.
En la actualidad la Tierra se encuentra en un período interglacial, que se esperaría que finalizase en unos 25 000 años. La actual tasa de incremento en la liberación de dióxido de carbono a la atmósfera por la actividad antrópica podría retrasar la llegada de la próxima glaciación hasta dentro de unos 50 000-130 000 años. Sin embargo un período de calentamiento global de una duración finita (basado en el supuesto de que el uso de los combustibles fósiles cesará en torno al año 2200) probablemente solo retrasará la glaciación en unos 5000 años. Por ello un período breve de calentamiento global inducido a lo largo de unos pocos siglos tendría un impacto limitado a largo plazo.

### Oblicuidad

Diagrama donde se muestra el efecto gravitatorio (elipse azul) causado por la Luna (esfera gris) sobre la Tierra (esfera verde), el cual genera una ralentización de la rotación terrestre.

La aceleración de marea de la Luna ralentiza la velocidad de rotación de la Tierra e incrementa la distancia Tierra-Luna. Otros efectos que pueden disipar la energía rotacional de la Tierra son la fricción entre el núcleo y el manto, las corrientes atmosféricas, las corrientes de convección del manto y los cambios climáticos que puedan aumentar o disminuir la cantidad de hielo en los polos. Estos efectos combinados podrían terminar incrementando la duración del día en más de 1.5 horas y la oblicuidad en torno a medio grado a lo largo de los próximos 250 millones de años. De igual modo, la distancia a la Luna se vería incrementada en 1.5 radios terrestres durante ese mismo período.
Con base en modelos computacionales, la presencia de la Luna parece estabilizar la oblicuidad de la Tierra, ayudando así al planeta a evitar drásticos cambios climáticos. Esta estabilidad se debe a que la Luna aumenta la velocidad de precesión del eje terrestre, evitando así las posibles resonancias creadas entre la precesión del giro y la frecuencia de precesión de los nodos de la órbita del planeta (es decir, el movimiento de precesión de la eclíptica). Sin embargo, como el eje semimayor de la órbita lunar continúa incrementándose, este efecto estabilizador disminuirá en el futuro. En algún momento los efectos de estas perturbaciones causarán probablemente variaciones caóticas en la oblicuidad de la eclíptica terrestre de hasta 90° con respecto al plano de la órbita. Esto podría suceder dentro de unos 1500-4500 millones de años, si bien no es posible calcular una fecha más exacta.
Una oblicuidad tan acentuada daría lugar a una serie de cambios drásticos en el clima que podrían acabar con la habitabilidad en el planeta. Cuando la oblicuidad de la Tierra alcance un valor de 54°, el ecuador recibirá menos radiación del Sol que los polos. La oblicuidad del planeta podría mantenerse en valores de entre 60° y 90° durante períodos de 10 millones de años.

## Impacto con cuerpos celestes

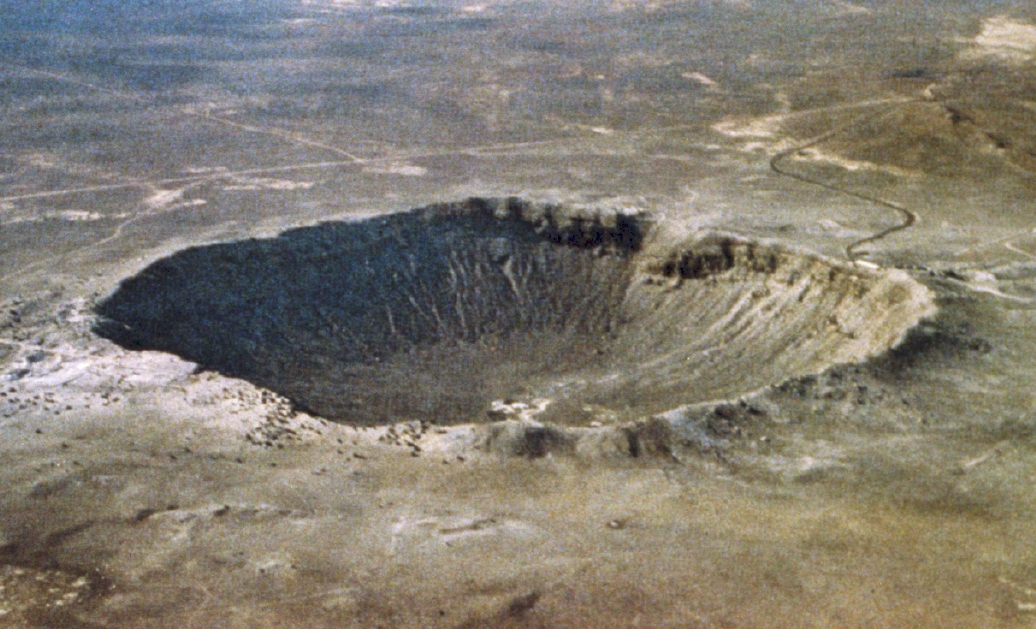
Cráter del Meteorito Barringer, una evidencia de impacto en la Tierra de cuerpos celestes, Flagstaff, Arizona.

Dada la naturaleza de los desplazamientos de trozos de material por el espacio no puede ser descartado que en un futuro la Tierra pueda ser impactada por meteoritos, cometas u otros trozos de materia en su recorrido por el espacio en un tipo de evento que se denomina impacto astronómico. De hecho existe evidencia de que, en varios momentos a lo largo de su historia, la Tierra ha sido golpeada por elementos que han originado importantes cambios en las condiciones atmosféricas y climatológicas del hábitat con los consecuentes efectos sobre la vida en la Tierra.
La magnitud de los cambios que puede producir este tipo de fenómenos depende de cual es la masa y constitución del proyectil, su velocidad, la dirección de su recorrido con respecto a la Tierra y si impacta sobre el mar o sobre tierra firme.
Por ejemplo se piensa que la colisión entre la Tierra y un cuerpo de aproximadamente 10 km de diámetro ocurrido hace 65 millones de años fue el causante de un cráter en Chicxulub, Yucatán, y de la extinción masiva de especies del período Cretácico-Terciario.

## Placas tectónicas

Pangea fue el último supercontinente formado en la historia de la Tierra.

La teoría de la tectónica de placas demuestra que los continentes de la Tierra se están moviendo a lo largo y ancho de su superficie a una velocidad de unos pocos centímetros por año. Cabe esperar que este movimiento continúe, con la consecuente recolocación y colisión de las placas. Este movimiento, conocido como deriva continental, está facilitado por dos factores: la generación de energía en el interior del planeta y la presencia de una hidrosfera. Con la pérdida de cualquiera de estos dos factores la deriva continental terminaría deteniéndose. La producción de calor por medio de procesos radiogénicos es suficiente para mantener la convección del manto y la subducción de las placas durante al menos los próximos 1100 millones de años.
Actualmente América se está moviendo hacia el oeste desde África y Europa. Los científicos han propuesto diversos escenarios acerca de cómo continuará este proceso en el futuro. Estos modelos geodinámicos pueden ser distinguidos por el flujo de subducción, a través del cual la corteza oceánica se hunde bajo las placas continentales. En el modelo de introversión, el más reciente, el océano Atlántico es subducido y la corriente migratoria de Norteamérica y Sudamérica es revertida. En el modelo de extroversión, el más antiguo, el océano Pacífico es subducido, con lo que América migraría hacia el este de Asia. Se supone que el continente africano se dividirá en dos regiones, debido a la fractura llamada comúnmente Gran Valle del Rift.
Debido a la constante mejora de la comprensión de los procesos geodinámicos, estos modelos quedan sujetos a revisión. En 2008, por ejemplo, una simulación de ordenador predijo que se produciría una reorganización de la convección del manto, formándose así un supercontinente alrededor de la Antártida.
A pesar de las consecuencias derivadas de la migración continental, el proceso de subducción también da lugar al transporte de agua desde los océanos al manto. A la velocidad actual y según un modelo geofísico, se estima que en 1000 millones de años el 27 % de la actual masa de agua oceánica habrá sido subducida. Si este proceso no se viera modificado por otros factores en el futuro, el proceso de subducción y liberación alcanzaría un punto de estabilidad cuando el 65 % de la masa de agua oceánica hubiera sido subducida.

### Introversión

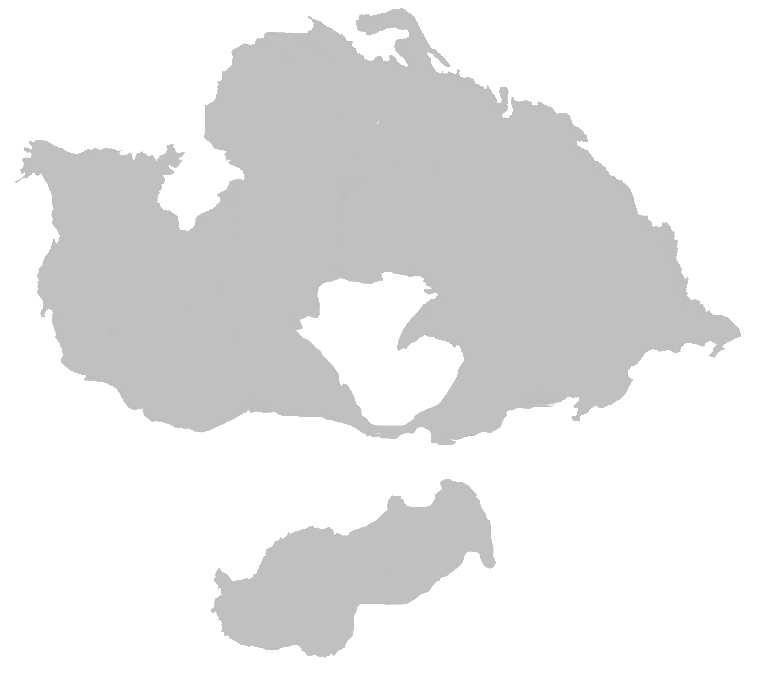
Una posible muestra de como sería Pangea Última.

El geólogo Christopher Scotese y su grupo de investigación han mapeado los movimientos de la corteza terrestre predichos en los próximos millones de años, como parte de un proyecto denominado Paleomap Project. En este escenario, dentro de 50 millones de años el mar Mediterráneo podría desaparecer y la colisión entre Europa y África creará una inmensa y larga cordillera que se extenderá hasta la actual situación del golfo Pérsico. Australia se fundirá con Indonesia y Baja California se deslizará hacia el norte a lo largo de la costa. Podrían aparecer nuevas zonas de subducción en la costa este de toda América y se formarán cadenas montañosas a lo largo de toda esta línea costera del continente. En el sur la migración hacia el norte de la Antártida dará lugar a la fusión de sus placas de hielo, lo cual, unido a la fusión del hielo de Groenlandia, incrementará la media del nivel del mar en unos 90 m. De este modo, se producirán inundaciones tierra adentro en todos los continentes, lo que favorecerá el cambio climático.
En caso de que este escenario continuara dentro de 100 millones de años, la expansión continental habrá alcanzado su máxima extensión, con lo que los continentes comenzarán el proceso inverso de coalescencia (reunificación de todos ellos en un único supercontinente). En 250 millones de años, Norteamérica colisionará con África, mientras que Sudamérica será envuelta por el extremo sur de África. El resultado será la formación de un nuevo supercontinente (también denominado Pangea Última), con el océano Pacífico extendiéndose a lo largo de la mitad del planeta. El continente antártico revertirá su dirección, retornando al Polo Sur y volviendo a cubrirse de hielo.

### Extroversión
El primer científico que ha extrapolado los actuales movimientos de los continentes ha sido el geólogo canadiense Paul F. Hoffman de la Universidad de Harvard. En 1992 Hoffman predijo que los continentes de Norteamérica y Sudamérica continuarían su avance a lo largo del océano Pacífico, girando sobre Siberia hasta que comiencen a fusionarse con Asia. Hofmann denominó al supercontinente resultante Amasia. Más tarde, durante la década de 1990, el geólogo Roy Livermore calculó y predijo un escenario similar, donde la Antártida comenzaría a migrar hacia el norte mientras que el este de África (que se habría desgajado debido a la fractura de Rift) y Madagascar se moverían a lo largo del océano Índico para colisionar con el continente asiático.
En un modelo de extroversión, el cierre del océano Pacífico sería completo en un plazo de 350 millones de años, lo que marcaría la conclusión del actual ciclo supercontinental en el cual los continentes se separarían para volverse a fusionar cada 400-500 millones de años. Una vez se haya creado el supercontinente, la tectónica de placas podría entrar en un período de inactividad debido a que la velocidad de subducción se vería reducida en un orden de magnitud. Este período de estabilidad podría causar un incremento en la temperatura del manto a una velocidad de 30-100 K cada 100 millones de años, que es el tiempo de vida mínimo de los anteriores supercontinentes formados en la Tierra. Consecuentemente, la actividad volcánica se vería incrementada.

### Supercontinente
La formación de un supercontinente puede afectar de forma drástica al medio ambiente. La colisión de las diferentes placas continentales daría lugar a la formación de montañas que variarían los patrones climáticos. El nivel del mar podría descender debido a las glaciaciones.La tasa de erosión de la superficie terrestre podría dispararse, incrementándose así la velocidad a la que es enterrado el material orgánico. Los supercontinentes pueden causar una caída de la temperatura global y un incremento del oxígeno atmosférico. Estos cambios pueden generar un incremento en la velocidad de procesos como la evolución biológica cuando diferentes nichos quedan fundidos en uno. Esto también podría afectar al clima reduciendo más aún las temperaturas.
La formación de un supercontinente produce además el aislamiento del manto. El flujo de calor quedaría concentrado, dando lugar a una intensa actividad volcánica y a la inundación de extensas áreas con basalto del manto. Se formarían rifts y el supercontinente se desgajaría una vez más comenzando un nuevo ciclo supercontinental. El planeta podría experimentar entonces una época cálida, como sucedió durante el período Cretácico.

## Evolución solar
La generación de energía del Sol se basa en la fusión termonuclear del hidrógeno en helio. Esta reacción se produce en el núcleo de la estrella a través del proceso de reacción en cadena protón-protón. Debido a que no hay convección en el núcleo solar que permita que se renueve el hidrógeno que se va fusionando en helio, el proceso de fusión resulta en un acúmulo neto del segundo. La temperatura en el núcleo del Sol es demasiado baja para que se produzca una eventual fusión de los átomos de helio por medio de un proceso triple-alfa, por lo que estos átomos no contribuyen en la generación neta de energía que es necesaria para mantener el equilibrio hidrostático del Sol.
Actualmente cerca de la mitad del hidrógeno del núcleo solar ha sido consumido. Para compensar este descenso continuo del número de átomos de hidrógeno por unidad de masa, la temperatura del núcleo se va incrementando gradualmente, lo cual se traduce en un aumento de presión. De este modo, el hidrógeno restante sufre la fusión nuclear a una velocidad cada vez mayor, generando así la energía necesaria para mantener el equilibrio. El resultado es un incremento neto de la energía emitida por el Sol, el cual puede ser calculado de forma aproximada mediante la siguiente fórmula:
{\displaystyle L(t)\ =\ \left[1+{\frac {2}{5}}\left(1-{\frac {t}{t_{Sol}}}\right)\right]^{-1}L_{Sol}}
donde t es un período menor o igual al tiempo actual tSol, L(t) es la luminosidad en el tiempo t, y LSol es la actual luminosidad solar.

Evolución de la luminosidad (en rojo), el radio (en violeta), y la temperatura superficial (en verde) del Sol respecto a los valores actuales. Adaptado de Ribas (2010).

Cuando el Sol se encontraba al inicio de su secuencia principal, solo radiaba el 70 % de la luminosidad actual. Su luminosidad se ha incrementado de una manera casi lineal hasta el presente, aumentando un 1 % cada 110 millones de años. Asimismo se espera que dentro de 3000 millones de años el Sol sea un 33 % más luminoso. El hidrógeno combustible del núcleo será finalmente agotado en unos 4800 millones de años, momento en el que la luminosidad del Sol será un 67 % superior a la actual. A partir de entonces el Sol continuará quemando el hidrógeno en una región alrededor del núcleo, hasta que el incremento en luminosidad alcance el 121 % respecto del valor actual. Esto marcará el final de la secuencia principal del Sol, momento desde el cual evolucionará hasta convertirse en una gigante roja.

### Impacto climático
Cuando la temperatura global de la Tierra aumente a causa del incremento de la luminosidad del Sol, también aumentará la velocidad de meteorización de los minerales de silicato. Esto producirá una reducción paulatina de los niveles de dióxido de carbono en la atmósfera. Dentro de 600 millones de años la concentración de CO2 habrá caído por debajo del umbral crítico necesario para sustentar la fotosíntesis de las plantas C3, esto es, alrededor de 50 partes por millón. En este punto los árboles y bosques actuales no serán capaces de sobrevivir. Sin embargo, las plantas C4 podrán continuar hasta que las concentraciones de CO2 sean mucho más bajas, esto es, por debajo de 10 ppm. Por ello las plantas que realizan la fotosíntesis C4 serán capaces de sobrevivir hasta dentro de 1000 millones de años (si no desaparecen por otra causa). Actualmente las plantas C4 representan aproximadamente el 5 % de la biomasa vegetal de la Tierra y un 1 % de las especies de plantas conocidas. Por ejemplo, en torno al 50 % de todas las especies de hierba (Poaceae) utilizan la ruta fotosintética C4, al igual que hacen muchas especies de la familia de herbáceas Amaranthaceae.
Cuando el nivel de CO2 disminuya a los niveles mínimos para que se pueda producir la fotosíntesis, se espera que la proporción de este gas en la atmósfera oscile, lo cual permitiría a la vegetación extenderse de nuevo mientras el nivel de CO2 aumentara debido a actividad tectónica o la vida animal; sin embargo, en último término todas las plantas acabarán por desaparecer al haber un nivel insuficiente de CO2 en la atmósfera para permitir la fotosíntesis, lo cual también llevaría a la desaparición del oxígeno en la atmósfera terrestre, y con ello del ozono, lo que significaría más radiación ultravioleta perjudicial para el ADN que alcanzaría la superficie terrestre. Algunos microbios son capaces de realizar la fotosíntesis a concentraciones de CO2 de unas pocas partes por millón, por lo que estas formas de vida probablemente desaparecerían solo a causa del aumento de temperatura y la pérdida de la biosfera. Las plantas podrían desarrollar mecanismos para prolongar su supervivencia, como realizar la fotosíntesis requiriendo menos dióxido de carbono, hacerse resistentes a la desecación, volverse carnívoras o asociarse con hongos.
Sin plantas y con nivel de oxígeno en descenso, los primeros animales en desaparecer serían los grandes mamíferos seguidos por las aves y los pequeños mamíferos, los anfibios, reptiles, y finalmente los invertebrados. Se espera también por un lado que la vida que fuera quedando tendiera a concentrarse en altitudes elevadas, donde las temperaturas fueran más bajas, lo que causaría, al escasear el espacio disponible, una disminución de las poblaciones existentes y, por otro lado, tanto que los animales pequeños pudieran resistir mejor al requerir menos oxígeno que los grandes, como que las aves, gracias a su mayor capacidad para migrar buscando regiones de climas más agradables, pudieran adaptarse mejor que los mamíferos.
En su trabajo The Life and Death of Planet Earth, los autores Peter D. Ward y Donald Brownlee han discutido que algunas formas de vida animal podrían continuar incluso después de que la vida vegetal haya desaparecido del planeta. Inicialmente creían que algunos insectos, reptiles, aves y pequeños mamíferos podrían resistir, junto con la vida marina. Sin reabastecimiento de oxígeno por parte de las plantas, los animales morirían por asfixia en unos pocos millones de años. Incluso si quedara suficiente oxígeno en la atmósfera a través de alguna forma de fotosíntesis persistente, el constante aumento de la temperatura global del planeta se traduciría en una pérdida gradual de la biodiversidad; los animales que fueran quedando se concentrarían en los polos, las cadenas alimentarias estarían basadas en vez de en plantas en los hongos, y tales animales tendrían una estructura más sencilla pero por contra serían más resistentes. Gran parte de la superficie terrestre se convertiría en un desierto estéril, con lo que la vida se concentraría principalmente en los océanos, aunque esta también terminaría por desaparecer al disminuir los nutrientes que llegan de la tierra al mar y el oxígeno disuelto en el agua, siguiendo un esquema similar al que se daría en tierra empezando por las especies que vivieran en agua dulce y siendo también los invertebrados los últimos supervivientes. Tanto en tierra como el mar los últimos animales en desaparecer serían aquellos que no se alimentaran de plantas vivas como, por ejemplo, las termitas o los gusanos del género Ryftia, que viven alrededor de fuentes hidrotermales en las profundidades de los océanos.
Como resultado de esos procesos se calcula que las formas de vida multicelulares se extinguirían dentro de aproximadamente 800 millones de años y los eucariotas dentro de 1300 millones de años, quedando solo los procariotas, que se extinguirían dentro de unos 1600-2500 millones de años.

### Pérdida de los océanos
En el momento en que la luminosidad solar supere el 10 % con respecto al valor actual, la media de la temperatura global de la Tierra alcanzará los 320 K (47 °C). La atmósfera se convertirá en un húmedo invernadero que dará lugar a la rápida evaporación de los océanos. Llegados a este punto los modelos que predicen el futuro ambiente de la Tierra muestran una estratosfera que contendría elevados niveles de agua. Estas moléculas de agua sufrirían un proceso denominado fotodisociación (mediante el cual se separarían los átomos de hidrógeno y oxígeno) a causa de la radiación ultravioleta del Sol, permitiendo así que el hidrógeno libre pudiera escapar de la atmósfera. El resultado neto sería una pérdida del agua del mar dentro de unos 1100 millones de años.

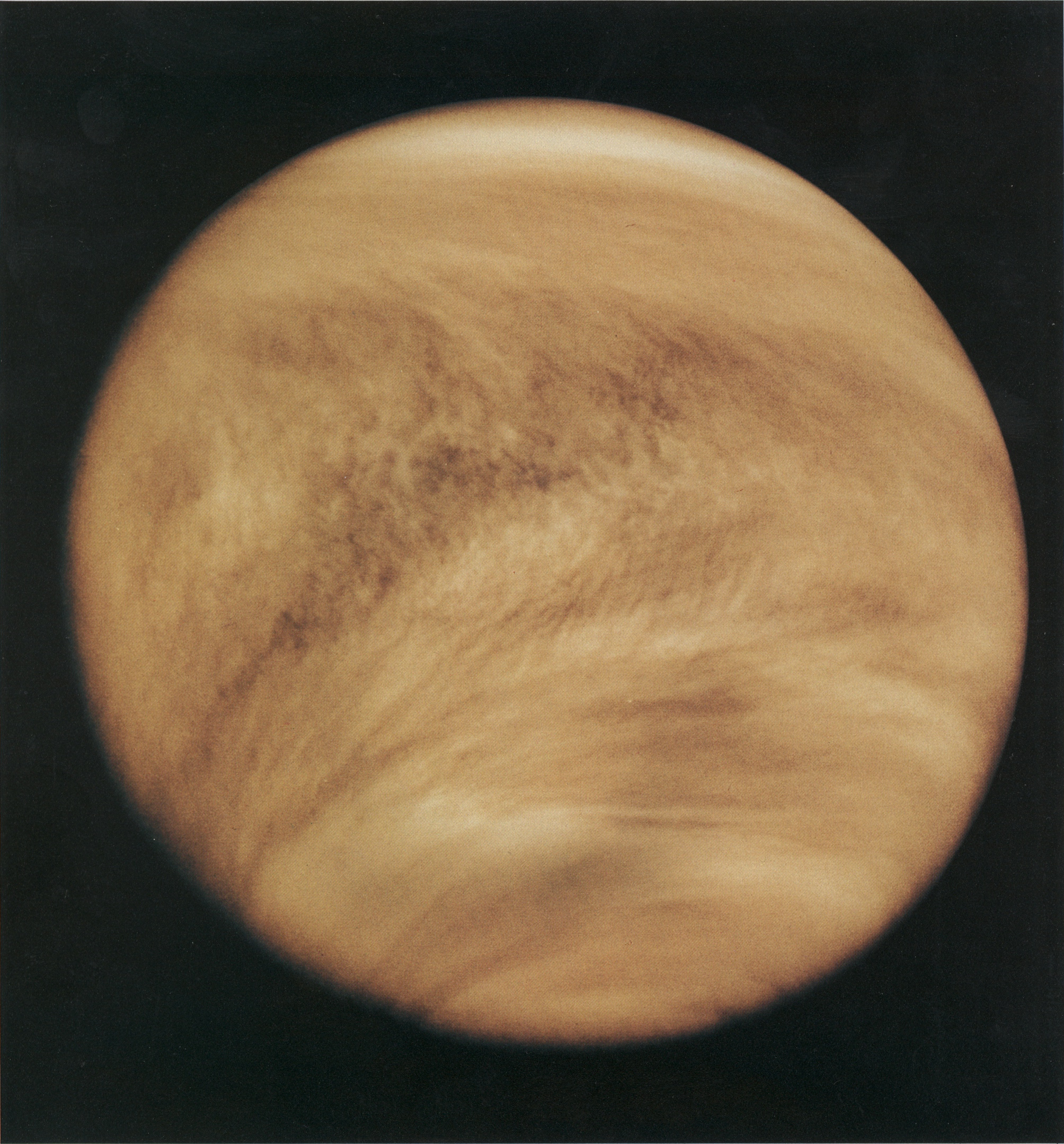
La atmósfera del planeta Venus se encuentra en un estado de efecto «superinvernadero».

No obstante todavía continuarán existiendo algunas reservas de agua, como la que se va liberando gradualmente desde la corteza terrestre y especialmente el manto, en el cual se estima que hay una masa de agua equivalente a varias veces la de los océanos de la Tierra en la actualidad, y que permitiría que pudiera seguir existiendo vida microbiana y tal vez multicelular en el subsuelo, en la superficie, e incluso en la atmósfera de modo similar a lo que se ha propuesto podría haber sucedido en Venus (en cambio, estudios posteriores muestran que los organismos microbianos (procariotas) también acabarían por extinguirse dentro de entre 1600 millones y 2800 millones de años debido a unas condiciones cada vez más hostiles, al alcanzar la Tierra temperaturas de alrededor de 150° incluso en los polos por entonces, desapareciendo con ellos las últimas formas de vida existentes en la Tierra al menos en la superficie terrestre, las cuales se hallarían sobre todo a altas latitudes y en lagos situados en la alta montaña o en cavernas que contuvieran hielo; la vida que existiera en el subsuelo podría sobrevivir bastante más tiempo). Parte del agua podría ser retenida en los polos y podría generar tormentas de lluvia ocasionales, pero la mayor parte del planeta sería un desierto seco marcado por volcanes de escudo situados sobre puntos calientes del manto al posiblemente detenerse la tectónica de placas por perderse el agua de los océanos y con ella la lubricación de las placas. Lo que suceda entonces dependerá del nivel de actividad tectónica que exista en ese momento. La liberación de dióxido de carbono debida a las erupciones volcánicas podría causar finalmente la entrada de la atmósfera en un estado de efecto superinvernadero (efecto invernadero desbocado) como en el que se encuentra el planeta Venus. Sin embargo, sin agua superficial, es muy probable que al detenerse la tectónica de placas la mayoría de los carbonatos (y por tanto el dióxido de carbono) quedarían enterrados, hasta que mucho después el aumento de luminosidad causado por la conversión del Sol en una gigante roja los calentara y liberara el CO2 de nuevo.
Se ha sugerido también que por entonces nuestro planeta se asemejará a cómo es hoy Titán, la mayor luna de Saturno, con una región ecuatorial cubierta por campos de dunas, con fuertes tormentas ocasionales que crean depósitos fluviales, y la poca agua líquida existente concentrada en los polos —el resto perdida a la atmósfera y destruida allí por la radiación solar—
La pérdida de los océanos podría verse retrasada hasta dentro de 2000 millones de años si se redujera la presión atmosférica total. Una disminución de la presión atmosférica reduciría el efecto invernadero, con lo que también se reduciría la temperatura de la superficie terrestre. Esto podría ocurrir si los procesos naturales eliminaran el nitrógeno de la atmósfera. Estudios de los sedimentos orgánicos han demostrado que se han eliminado al menos 100 kilopascales (1 bar) de nitrógeno atmosférico durante los últimos 4000 millones de años, es decir, lo suficiente para doblar efectivamente la presión atmosférica actual si fuera liberado. Esta velocidad de eliminación sería suficiente para contrarrestar los efectos del incremento de la luminosidad solar durante los próximos 2000 millones de años. Sin embargo, una vez pasado este instante, la cantidad de agua en la atmósfera baja habrá aumentado al 40 %, con lo que comenzará rápidamente un húmedo efecto invernadero.
Dentro de 4000 millones de años la luminosidad del Sol alcanzará el 35 %-40 % del valor actual. Si ya se ha perdido buena parte del agua existente en la atmósfera de la Tierra, como parece más probable, se evitaría que se iniciara el conocido como efecto invernadero desbocado y nuestro planeta continuaría en las mismas condiciones, de modo que la vida, si hubiera conseguido mantenerse, podría seguir existiendo incluso hasta el inicio de la fase de gigante roja.
Si en cambio aún existen cantidades apreciables de agua en la atmósfera terrestre por entonces sí que comenzará el efecto invernadero desbocado. La atmósfera se calentará y la temperatura de la superficie aumentará hasta quizás 1500 kelvins (por encima del punto de fusión de las rocas) extinguiendo cualquier forma de vida que pudiera quedar por entonces. Sin embargo, al igual que en el caso anterior, la mayor parte de la atmósfera será retenida hasta que el Sol haya entrado en su fase de gigante roja.

### Fase de gigante roja

El tamaño actual del Sol (ahora en su secuencia principal) comparado con su tamaño estimado durante su fase de gigante roja.

Una vez que el Sol pase de fusionar hidrógeno en el núcleo a hacerlo en una capa alrededor de este, el núcleo —compuesto en gran parte de helio— comenzará a contraerse y la capa exterior empezará a expandirse. La luminosidad total aumentará de un modo constante durante los próximos 1000 millones de años, hasta alcanzar 2730 veces su valor actual a la edad de 10 000 millones de años. Durante esta fase, el Sol sufrirá una pérdida de masa de aproximadamente el 33 % a través del viento solar. Esta pérdida de masa dará lugar a que las órbitas de los planetas se expandan. La distancia orbital de la Tierra se incrementará hasta más del 150 % con respecto al valor actual.
La parte más rápida de la expansión del Sol en su proceso de transformación en una gigante roja ocurrirá durante su fase final, cuando el Sol tenga en torno a 10 000 millones de años. Probablemente se expandirá absorbiendo a Mercurio y a Venus, alcanzando un radio máximo de 1.2 au (180 millones de km). La Tierra interaccionará con la atmósfera externa del Sol, lo cual serviría para que se redujera su radio orbital, a lo cual también contribuiría el arrastre sufrido por la cromosfera del Sol e interacciones gravitatorias con este. Estos efectos actuarán como contrapeso de la pérdida de masa sufrida por el Sol, y la Tierra será entonces absorbida, estimándose que este evento ocurrirá dentro de 7590 millones de años, poco antes de que la gigante roja solar alcance su tamaño y luminosidad máximos. Se calcula que entonces la ablación y la vaporización causadas por la caída de la Tierra en espiral hacia el centro del Sol eliminarán la corteza y el manto, para destruirla finalmente por completo tras apenas 200 años como mucho.El único legado de nuestro planeta será un ligerísimo aumento (0.01 %) de la metalicidad solar.
Si la órbita terrestre hubiera sido al menos un 15 % mayor de lo que es hoy, la Tierra conseguiría escapar de ese destino —aunque quedaría reducida en todo caso a un planeta sin agua, atmósfera y vida, y cubierto por un océano de roca fundida—.
Durante esta época prácticamente toda la atmósfera se habrá perdido en el espacio debido a un potente viento solar y la temperatura de la superficie terrestre, la cual se cree que estará cubierta por un océano de magma en el que flotarán continentes de metales y óxidos metálicos e iceberges de materiales refractarios, podrá sobrepasar en algunos momentos los 2000 ° al presentar la Tierra siempre la misma cara al Sol.
Es posible también que durante esta fase el rozamiento con la materia expulsada por el Sol haga que la órbita de la Luna empiece a contraerse hasta alcanzar el límite de Roche, momento en el cual las fuerzas de marea ejercidas por la Tierra sobre ella la destruyan y la conviertan en unos anillos similares a los de Saturno. De todos modos este escenario es incierto y depende de la cantidad de masa perdida por el Sol durante su evolución, algo que se desconoce.
Otro escenario sugerido fue que, aunque la pérdida de masa del Sol haría que su órbita se abriera, el rozamiento causado por la materia expulsada por este cerraría su órbita, sobre todo en los últimos estadios evolutivos de este, de modo que aunque el planeta lo soportaría, el rozamiento con sus capas exteriores dejaría solo su núcleo, despojándolo de corteza y manto.

## Después de la fase de gigante roja
Después de fusionar en su núcleo el helio en carbono, el Sol comenzará a colapsarse nuevamente, evolucionando en una estrella enana blanca compacta después de expulsar su atmósfera exterior en una nebulosa planetaria  similar a las actuales nebulosas del Anillo o de la Hélice. En 50 000 millones de años, si la Tierra y la Luna no son engullidas por el Sol, se convertirán en un acoplamiento de marea, cada una mostrando solo una cara a la otra. A partir de entonces, la acción de la marea del Sol extraerá momento angular del sistema, lo que provocará que la órbita lunar decaiga y el giro de la Tierra se acelere.